# ジョゼフ・ベルナール
ジョゼフ・アントワーヌ・ベルナール（Joseph Antoine Bernard、1866年1月18日 - 1931年1月7日）は、フランスの彫刻家である。

## 略歴
フランス南東部、イゼール県のヴィエンヌの石工の息子に生まれた。早くから父親の仕事に興味を持ち、12歳になったころには、父親とヴィエンヌの遺跡の修復作業に参加した。石彫の仕事もして、才能を認められて、奨学金を得て、1881年からリヨン国立高等美術学校で学び、1887年からはパリのイゼール県が管理する寮に住み、パリ国立高等美術学校で学んだ。パリの美術学校では彫刻家のピエール＝ジュール・カヴァリエの教室で学び、画家のジュール・ジョゼフ・ルフェーブルやギュスターヴ・ブーランジェにも学んだ。この時期にはアカデミック美術のスタイルの人物の彫塑を学ぶがそれには余り熱心ではなく、独自のスタイルを模索していた。1891年に、作品がパリのサロンで入賞し、故郷の町がその作品を買い上げた。
学校を卒業した後も、パリでの活動を続け、1892年から1900年の間、フランス芸術家協会の展覧会に出展し、1900年のパリ万国博覧会にも作品を出展しそた。1901年は国民美術協会の展覧会に出展した。彫刻では生活していくことができず、出版社などで働き、しばらく彫刻の出展を止めていたが1910年からサロン・ドートンヌへの出展を再開した。1913年には、ヨーロッパの新しい美術をアメリカ合衆国に紹介したアーモリーショーに作品を展示した。同じ年に、レジオンドヌール勲章（シュバリエ）を受勲した。
大理石の地肌を生かして鑿跡を残す「taille directe （タイユ・ディレクト:直彫り）」の技法の作品で知られている。パリ、モンパルナスの共同アトリエ、「シテ・ファルギエール (Cité Falguière)」でも活動した。
1931年にオー＝ド＝セーヌ県のブローニュ＝ビヤンクールで亡くなった。

## 作品

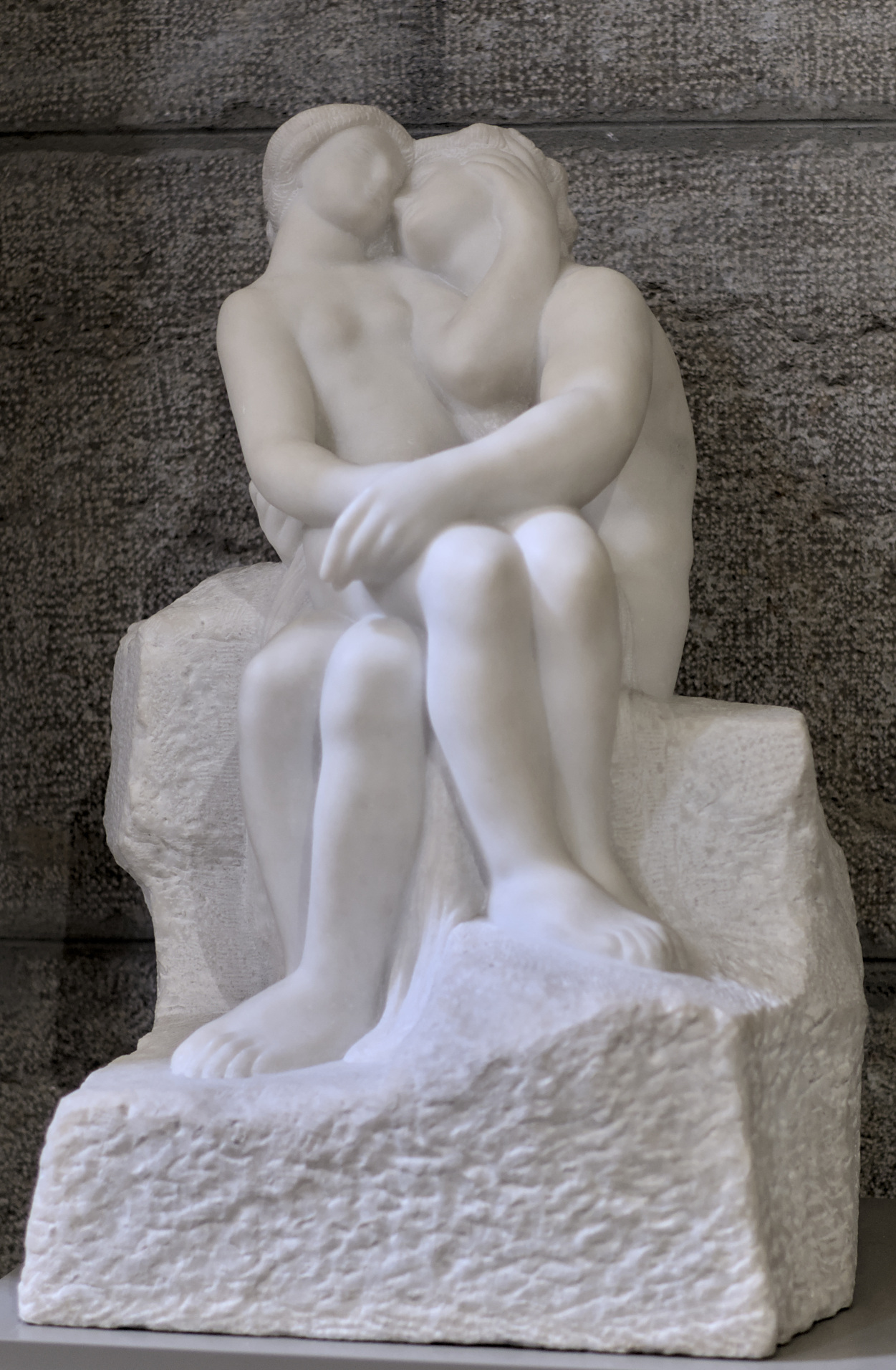
「愛情 (La Tendresse)」 リヨン美術館
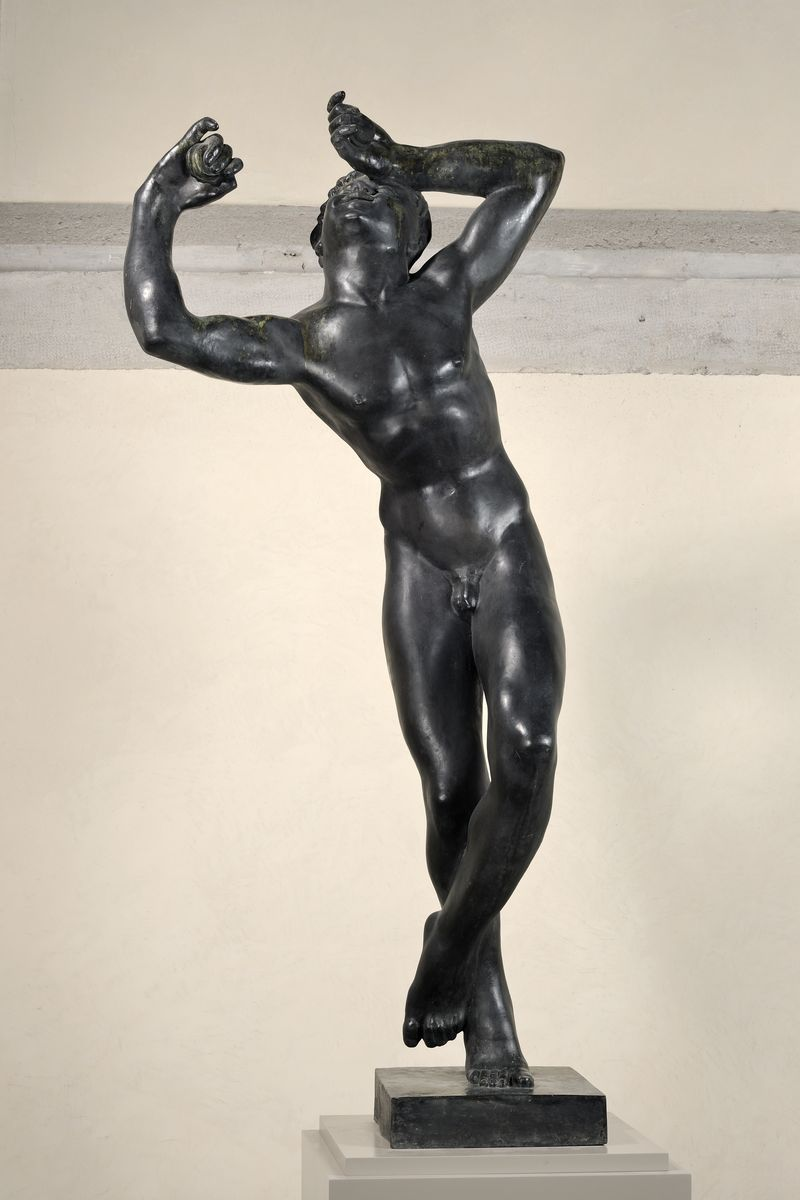
「踊るファウナ(Faune dansant)」
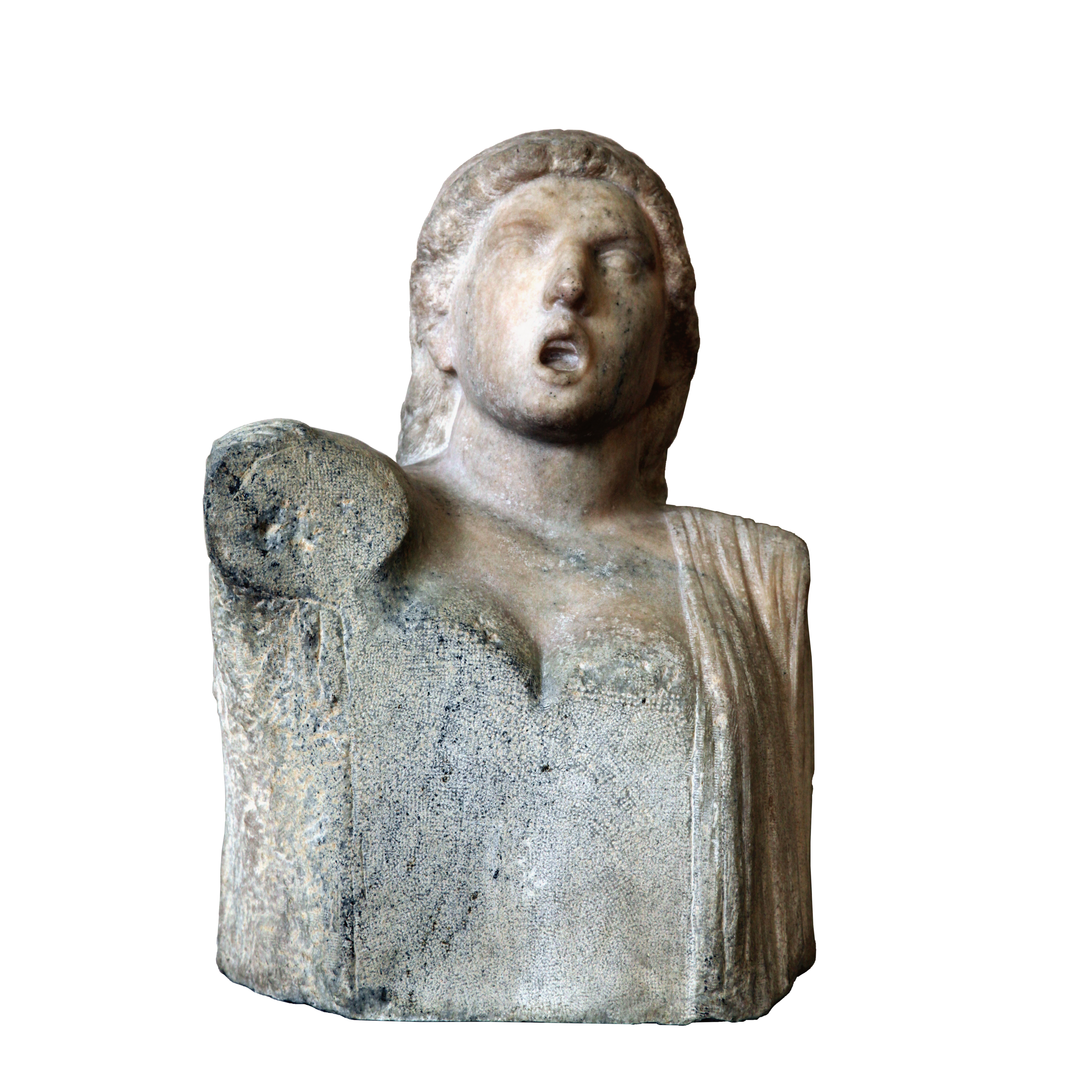
「歌手」
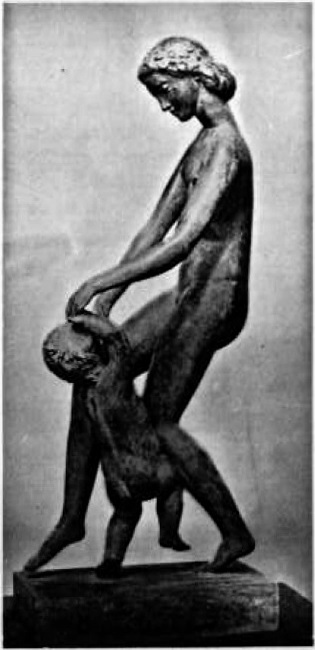
「若い母親」